# Владимир Марко
Владимир Марко, (6. децембар 1961, Београд) је словачки универзитетски педагог пореклом из Југославије.

## Биографија
Рођен је у Београду, где је студирао филозофију на Филозофском факултету. До 1993. године радио је на Филозофском факултету Универзитетa у Новом Саду, а од 1993. године ради на Катедри за логику и методологију наука Филозофског факултетa Универзитетa Коменског у Братислави.
Објавио је три научне монографије и више десетина научних и стручних чланака.

## Избор публикација
- MARKO, Vladimir  (2020): On Cicero’s Fabius Argument. Filozofia 75 (8), s. 677 – 692.
- MARKO, Vladimir  (2019): Sľuby a procedúry. Filozofia 74 (9).
- MARKO, Vladimir  (2018): Úlohy z výrokovej a predikátovej logiky, Univerzita Komenského, Bratislava
- MARKO, Vladimir (2017): Štyri antické argumenty o budúcich náhodnostiach, Univerzita Komenského, Bratislava.
- MARKO, Vladimir (2017): Toward a Demarcation of Forms of Determinism. Organon F 24 (1), s. 54 – 84.
- MARKO, Vladimir – František Gahér: (2017): Metóda, problém a úloha, Univerzita Komenského, Bratislava
- MARKO, Vladimir  (2016): Determinisms. Belgrade Philosophical Annual 29, s. 115 – 141.
- MARKO, Vladimir  (2014): „Kauza Afthonios“: Ilustrácia k otázke správneho riešenia antických paradoxov. Organon F 20 (Supplementary Issue), s. 88 – 103.
- MARKO, Vladimir  (2013): Some Sketchy Notes on the Reaper Argument. Organon F 19 (3), s. 361 – 387.
- MARKO, Vladimir (2011): Looking for the Lazy Argument Candidates (1. део, 2. део). Organon F 18 (3 – 4).
- MARKO, Vladimir (2004): Vreme, objašnjenje, modalnost, Futura, Novi Sad.